# Pajo Kanižaj
Pajo (Pavao) Kanižaj (Đelekovec pokraj Koprivnice, 22. srpnja 1939. – Krapinske Toplice, 4. studenoga 2015.) bio je hrvatski književnik. Pisao je poeziju na kajkavštini s primjesama gradskoga žargona te prozu i drame za djecu i odrasle.

## Životopis
Paji Kanižaju Đelekovec je rodno selo, a Koprivnica mu je rodni grad u kojem je živio od pete godine i završio školu i gimnaziju. Diplomirao je na Filozofskom fakultetu u Zagrebu, gdje je proveo većinu života. Bio je glavni urednik satirično-humorističnih časopisa Paradoks i Žalac, te je uređivao humornu rubriku "Semafor" u Studentskom listu, Vjesniku i Večernjem listu. Na Hrvatskoj televiziji uređivao je zabavne emisije, humoristične serije i serije za djecu.

## Postignuća
Dobitnik je mnogih domaćih nagrada za humoristično-satirično stvaralaštvo, kao i prve nagrade na međunarodnom festivalu u Italiji. Na prvoj i jedinoj smotri poslijeratne kajkavske lirike Samobor ’71 nagrađen je "Zlatnom lirom". Mnogo pjesama mu je uglazbeno, a neke su i nagrađivane ("Vužgi", "Hrvacki kraj", "Moja domovina" i dr.).

## Djela
Knjige za odrasle: Na golom otoku (1967., satiričke priče i aforizmi), Jedi bližnjega svoga (1970., aforizmi), Kralju Tomislavu (1971., kajkavske pjesme), Naprijed u rikverc  (1988., aforizmi), Jedna stvar na P. (1988., pjesme), Fris deinen Nächsten (1989., aforizmi na njemačkom), Srhovi (1995., haiku pjesme), I onda neš pil  (1995., kajkavske pjesme), Grebigrami  (1997., epigrami), Autobiografia aforizmy inezmy  (1999., izbor iz stvaralaštva za odrasle i djecu na hrvatskom i slovačkom), Prometej s Golog otoka (2005., humoristično-satirička proza), Čuvajte mi mjesečinu (2005., satirički zapisi), Osmjesi i podsmjehavanja (2007., izbor pjesama).
Knjige za djecu i omladinu: Bila jednom jedna plava  (1970., nagrada "Ivana Brlić Mažuranić"), Prsluk pucam (1976.), Šarabara (1976.), Zeleni brkovi (1986.), Zdrprmapan (1990.), 3čave pjesme (1993., nagrada "Grigor Vitez"), Čudo u djetetu (2002., pjesme), Zapisi odraslog limača (1978., roman za djecu i omladinu), Kad sam bio odrastao (1983.), Ta divna čudovišta (1988.), Druge i treće priče (1995.), Prozor u prozu (2003.), Vegetarián mäsojed (2006., izbor proze na slovačkom).
Napisao je stihove za 42 slikovnice, mnoge kazališne predstave, radijske i televizijske emisije te dva cjelovečernja crtana filma. Kao dramski pisac napisao je nekoliko kazališnih (E moj Gorane, Prvi cvjetni rat, Minica, Šarabara, Djevojčica i neman – prema priči Ivane Brlić-Mažuranić), televizijskih (E moj Gorane, Guske koje nisu spasile Rim) i desetak radio-drama za djecu i radio-komedija od kojih su neke i nagrađivane. Napisao je i scenarij za cjelovečernji crtani film Čudnovate zgode šegrta Hlapića prema romanu Ivane Brlić-Mažuranić.       
Neke od njegovih knjiga ilustrirao je poznati hrvatski ilustrator Ivan Antolčić.

## Ostalo
- "Libar Miljenka Smoje oli ča je život vengo fantažija" kao sudionik dokumentarnog serijala (2012.)

## Vanjske poveznice

### Sestrinski projekti
|  | Wikicitati imaju zbirke citata o temi Pajo Kanižaj |

### Mrežna sjedišta
- Društvo hrvatskih književnika – Članovi društva: Pajo Kanižaj  Arhivirana inačica izvorne stranice od 7. studenoga 2015. (Wayback Machine)
- [neaktivna poveznica]
- LZMK / Hrvatski biografski leksikon: Kanižaj, Pajo (Pavao) (autorice: Nevenka Videk i Višnja Flego, 2009.)